# Formica subsericea
Formica subsericea är en myrart som beskrevs av Thomas Say 1836. Formica subsericea ingår i släktet Formica och familjen myror. Inga underarter finns listade i Catalogue of Life.

## Bildgalleri

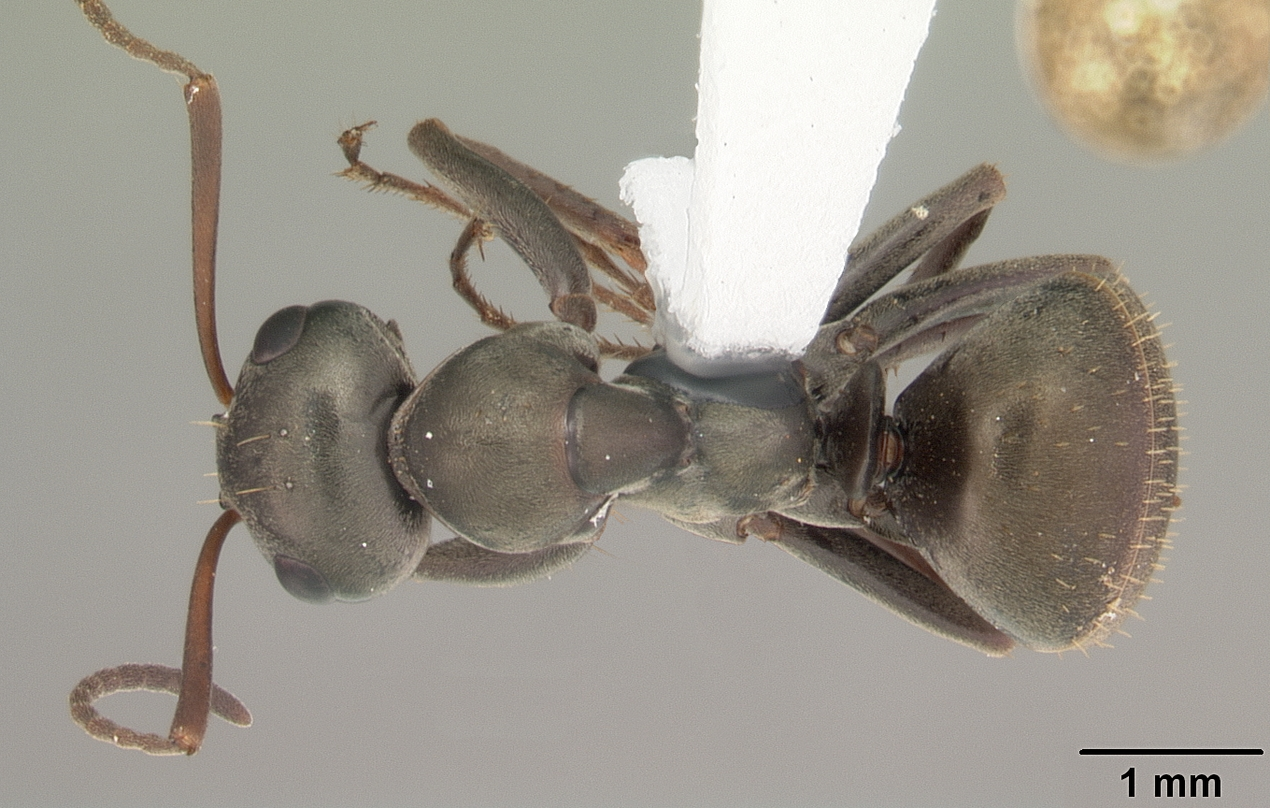
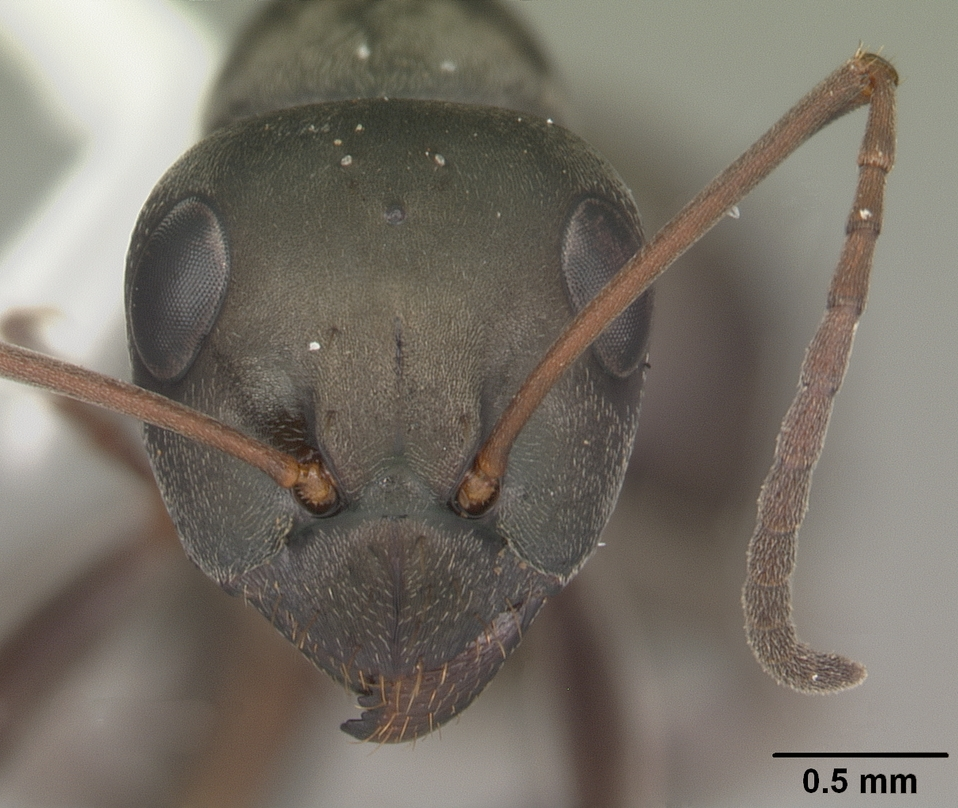
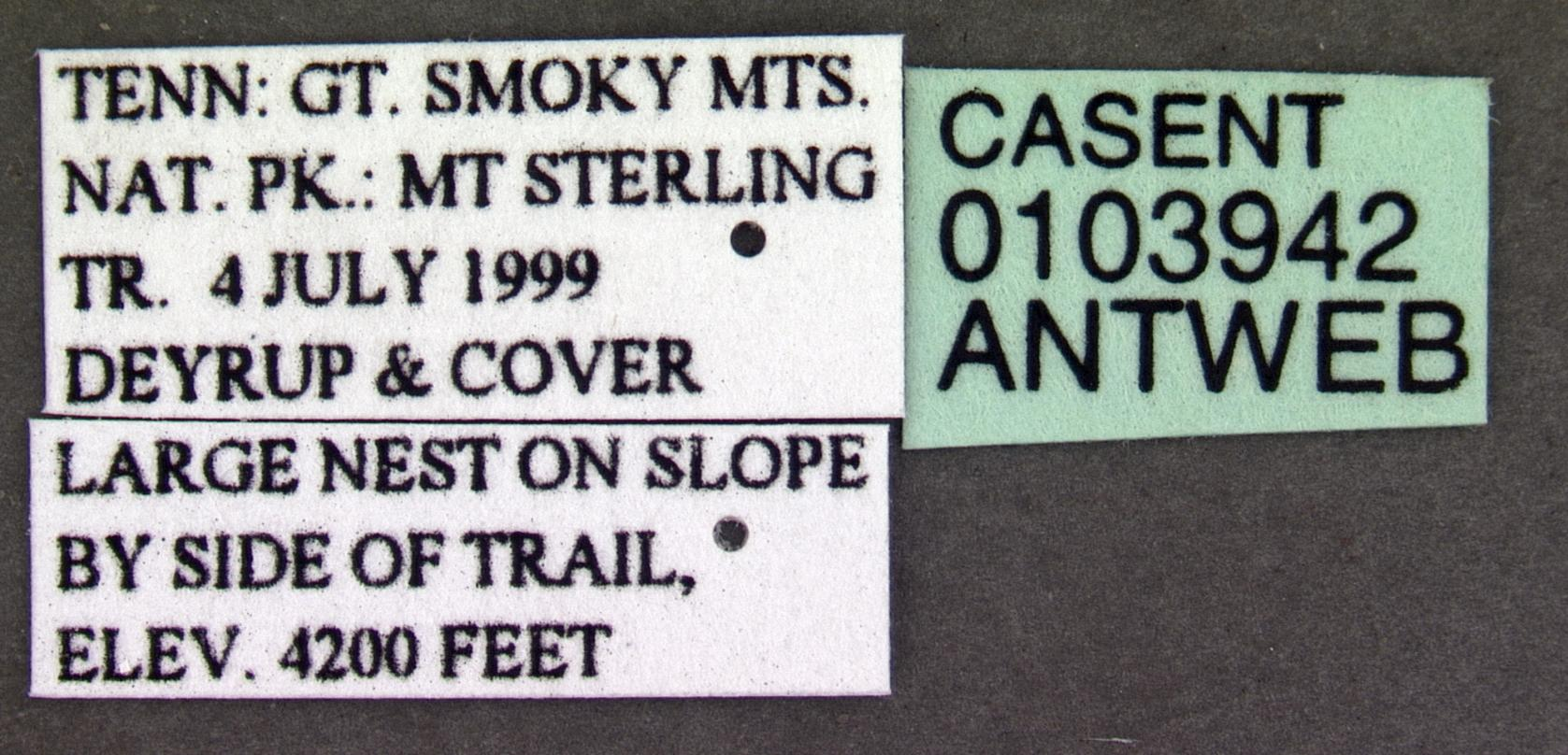
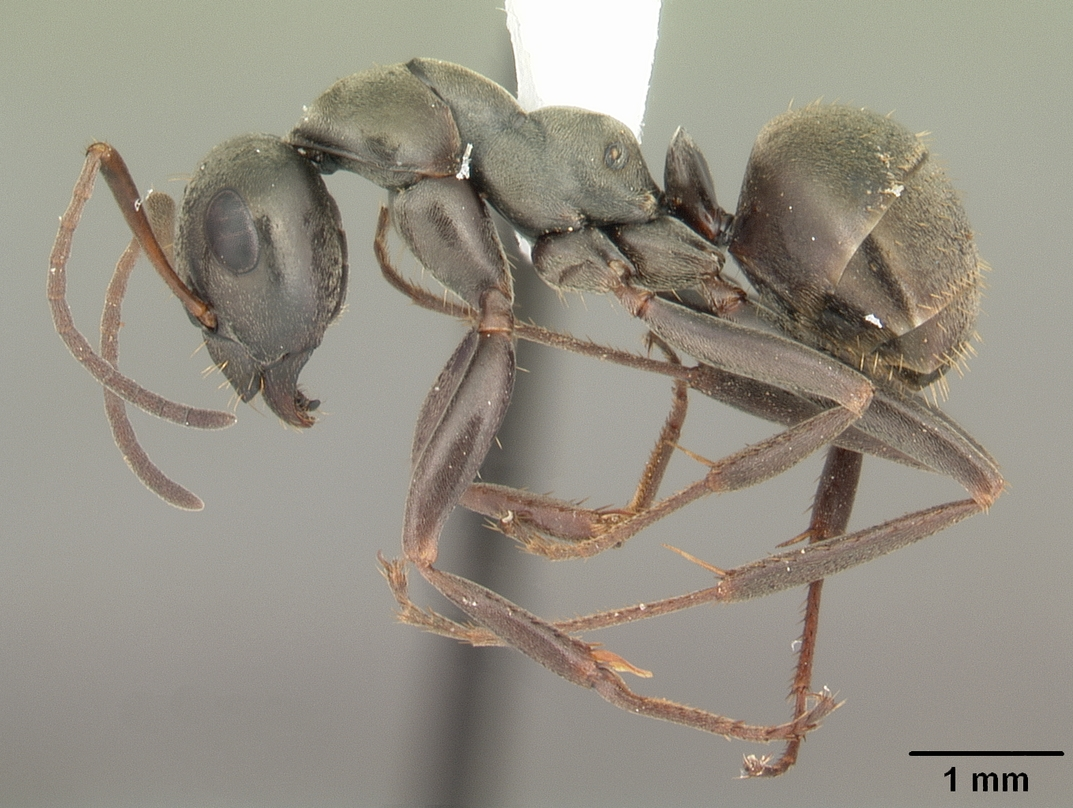